# Tokidoki Bosotto Russia-go de Dereru Tonari no Alya-san
Tokidoki Bosotto Russia-go de Dereru Tonari no Alya-san, é uma série de light novel japonesa escrita por SunSunSun  e ilustrada por Momoco. Originalmente, foi publicada online como duas histórias curtas no site de publicação de romances Shōsetsuka ni Narō em 6 e 27 de maio de 2020, respectivamente, antes de ser adquirida pela Kadokawa Shoten, que publica a série desde fevereiro de 2021 sob o selo Sneaker Bunko . A história acompanha uma bela e talentosa jovem russa-japonesa, que é uma popular aluna transferida em sua nova escola no Japão. Muitas vezes, ela demonstra uma atitude fria em relação a um garoto preguiçoso e desmotivado, enquanto tira notas altas nas aulas.
Uma adaptação em mangá de Saho Tenamachi começou a ser serializada online no aplicativo Magazine Pocket e no site da Kodansha em outubro de 2022. Uma adaptação para anime, produzida pelo estúdio Doga Kobo, foi ao ar de julho a setembro de 2024, com uma segunda temporada sendo anunciada.
Até agosto de 2024, mais de 500.000 cópias da light novel estavam em circulação.

## Sinopse
Alisa Mikhailovna Kujou, apelidada de Alya, é uma estudante do ensino médio com cabelos prateados, tão bonita que chama a atenção por onde passa. No entanto, sua atitude fria e distante faz com que as pessoas ao seu redor se sintam desconfortáveis. Masachika Kuze, que se senta ao lado de Alya, é um aluno desmotivado que fica acordado até tarde da noite e é um dorminhoco na escola. Alya frequentemente reclama de Masachika, mas parece estar secretamente apaixonada por ele, e ocasionalmente faz comentários flertadores em russo. O que ela não sabe é que Masachika também tem uma queda por ela e entende russo, o que faz com que suas provocações deixem o garoto constantemente confuso e envergonhado.

## Personagens

### Academia Privada de Seirei

#### Conselho de Estudantes
Alisa Mikhailovna Kujou (アリサ・ミハイロヴナ・九条, Arisa・Mihairovuna・Kujō, em russo: Алиса Михайловна Кудзё) (アリサ・ミハイロヴナ・九条, Arisa・Mihairovuna・Kujō, russo: Алиса Михайловна Кудзё) / Alya (アーリャ, Ārya, em russo: Аля) (アーリャ, Ārya, russo:.
Voz de: Sumire Uesaka (drama CD, vomic, PV, anime) (Japonês), Sarah Natochenny (Português)
Alisa é uma bela e talentosa estudante de primeiro ano que é popular por sua aparência e atitude fria. Ela nasceu de um pai russo e uma mãe japonesa. Ela Ocasionalmente, faz comentários em russo, o que confunde seu professor e seus colegas de classe. Embora ela seja popular e atraia a atenção de muitos meninos e meninas na escola, por causa de seu comportamento frio, Alisa não tem muitos amigos e não é muito experiente em interação social, embora isso mude lentamente quanto mais ela passa tempo com seu colega de classe Masachika. Ela desaprova a falta de motivação de Masachika, mas ao mesmo tempo, ela parece estar apaixonada por ele, e constantemente flirta com ele em russo. Ela é a irmã mais nova de Maria. Passou parte de sua vida em Vladivostok, onde teve dificuldades em fazer amigos. Ela é a Tesoureira do Conselho Estudantil e está se candidatando para ser a próxima presidente do Conselho de Estudantes, com Masachika como seu companheiro de corrida.
Sua atitude fria pode estar enraizada em suas experiências em Vladivostok. Uma vez, quando ela estava fazendo um trabalho de projeto com seus colegas de grupo, ela percebeu que seus colegas de grupo estavam com preguiça de começar a trabalhar cedo. Seus colegas de grupo, no entanto, brigaram com Alisa porque ela estava trabalhando muito duro. O trabalho do projeto mais tarde foi um fracasso, então ela decidiu trabalhar duro sozinha e evitar trabalhar com outros, levando à sua atitude fria.
Ela gosta de comer comida doce e tem medo de
comer comida picante.
Masachika Kuze (久世 政近, Kuze Masachika)
Voz de: Kōhei Amasaki (drama CD, vomic, PV, anime) (Japonês), Aaron Dismuke, Erin Lundquist (young) (Português)
Masachika ocupa uma posição no ensino médio invejada por muitos meninos: o assento ao lado de Alisa. Ele é um sonolento que tende a ficar acordado até tarde na maioria das noites e não tem motivação na aula. Sempre que Alisa faz comentários em russo, Masachika finge não entender, mas secretamente faz, graças ao seu avô paterno, que era um grande amante da Rússia, e ao assistir programas de televisão. Mais tarde, é revelado que ele era originalmente o herdeiro da família Suou, uma posição que ele renunciou após deixar a propriedade com seu pai, com sua irmã mais nova Yuki, herdando a posição. Ele foi autorizado a deixar a casa Suou com a condição de que ele nunca pudesse revelar sua conexão com a casa ou que qualquer pessoa da casa fosse seu parente, incluindo sua própria irmã biológica Yuki Suou, e sua mãe também. Ele está apaixonado por Alisa e está sempre disposto a ajudar de qualquer maneira que puder, mas considera-se indigno para ela e acha que ela só flerta com ele como uma maneira de provocá-lo.Na época em que seu sobrenome ainda era Suou, ele era considerado o prodígio da casa Suou. Portanto, ele recebeu educação de elite de seu avô materno Gensei. Ele também era um pianista habilidoso. No entanto, como Yuki teve asma e sua mãe Yumi o ignorou, Masachika se sentiu mais estressado e eventualmente entrou em colapso. Após o divórcio de seus pais, ele seguiu seu pai Kyoutarou e deixou a família Suou. Devido ao fato de que ele "desistiu" de Yuki e Yumi o ignorou, ele começou a se sentir desmotivado e arrependido.
Ele ama sua irmãzinha Yuki, tratando-a como a pessoa mais importante que existe.
Ele é um Oficial de Assuntos Gerais do Conselho Estudantil e está concorrendo à próxima eleição do Conselho Estudantil como vice-presidente proposto, com Alisa sendo a presidente.
Yuki Suou (周防 有希, Suō Yuki)
Voz de: Wakana Maruoka (anime) (Japonês), Reshel Mae (Português)
Uma caloura que serve como Relações Públicas do Conselho Estudantil. Ela é a irmã mais nova de Masachika que serve como a filha mais velha da casa Suou, cuja origem era uma antiga família nobre e assumiu o papel de diplomata por gerações, tornando-se a herdeira depois que Masachika e seu pai deixaram a família. Ela é uma garota genuína, bonita e direta, e gosta de provocar Alisa sobre seus sentimentos românticos por Masachika, já que a relação de Yuki com ele não é de conhecimento público. Ela e Alisa são rivais, e às vezes atormenta Alisa por seu desempenho para participar do Conselho de Estudantes. Ela tem uma seguidora, Ayano Kimishima, que se torna sua companheira de corrida quando ela concorre à Presidência do Conselho Estudantil como desafiante de Alisa.
Ela e Masachika são forçados a esconder suas verdadeiras relações em público, fingindo ser amigos de infância, e como Alya e Masha, ela está entre as garotas mais populares da escola. No entanto, quando apenas Masachika e Ayano estão por perto, ela mostra sua outra face: Otaku e carinho. Às vezes ela faz comentários sexuais devido à sua natureza otaku. Ela tem sentimentos por Masachika. Ela frequentemente vem à casa de Masachika para passar a noite.
Ela tinha asma quando era pequena, mas afirma que se recuperou e nunca mais pegou um resfriado desde o ensino fundamental.
Maria Mikhailovna Kujou (マリヤ・ミハイロヴナ・九条, Mariya・Mihairovuna・Kujō, em russo: Мария Михайловна Кудзё) (マリヤ・ミハイロヴナ・九条, Mariya・Mihairovuna・Kujō, russo: Мария Михайловна Кудзё) / Masha (マーシャ, Māsha, em russo: Маша) (マーシャ, Māsha, russo:. Маша) 
Voz de: Yukiyo Fujii (anime) (Japonês), Jill Harris (Português)
A irmã mais velha de Alisa, uma aluna do segundo ano e Secretária do Conselho Estudantil. Ela tem uma personalidade doce e gentil, e está sempre cuidando de todos ao seu redor, especialmente Alisa e Masachika. Ela é tão bonita e popular quanto sua irmãzinha.
Ela gosta de fazer chá preto para si mesma e para outros membros do Conselho Estudantil.Ela também gosta de coisas fofas, uma vez tentando comprar várias bonecas para serem colocadas dentro da sala do Conselho Estudantil.
Ela é a amiga de infância e o primeiro amor de Masachika. Eles costumavam brincar juntos quando eram jovens, e ele ficou triste quando ela se mudou. Como o japonês de Maria não era tão fluente quanto o russo, seu conhecimento do russo permitiu que eles criassem um vínculo.
Ayano Kimishima (君嶋 綾乃, Kimishima Ayano)
Voz de: Saya Aizawa (anime) (Japonês), Rebecca Danae (Português)
Ela é uma seguidora de Yuki, que é naturalmente silenciosa e inexpressiva. Ela é uma Oficial de Assuntos Gerais do Conselho Estudantil. Ela era anteriormente uma seguidora de Masachika, mas depois que Masachika renunciou à sua posição como herdeiro da casa Suou, ela se tornou uma seguidora de sua irmã mais nova, Yuki, quando Yuki foi escolhida para se tornar a herdeira da casa Suou devido à decisão de Masachika de desistir desse papel.
Ela é uma masoquista e ama respeitosamente Masachika e Yuki. Além disso, ela é doce e se preocupa muito com os outros.
Ela mantém um perfil baixo na escola. Quando ela fala no palco durante o Serviço de Fim de Ano, a maioria dos colegas não sabe quem ela é, e ficam surpresos com sua beleza.
Ela está concorrendo à próxima eleição do Conselho Estudantil como vice-presidente proposta, com Yuki sendo a presidente.
Chisaki Sarashina (更科 茅咲, Sarashina Chisaki)
Voz de: Maki Kawase (anime) (Japonês), Mikaela Krantz (Português)
Vice-presidente do Conselho Estudante e estudante do segundo ano do ensino médio. Ela é temida por alguns alunos do sexo masculino e é extremamente popular entre as alunas. Ela está atualmente namorando o presidente do conselho estudantil, Touya Kenzaki. Seu hobby é kendo. Ela é ruim com papelada, mas é boa em lidar com brigas, especialmente por meio de ameaças.
Touya Kenzaki (剣崎 統也, Kenzaki Tōya)
Voz de: Kaito Ishikawa (anime) (Japonês), Aaron Campbell (Português)
Ele é o carismático presidente do Conselho de Estudantes da secção do ensino médio. Um estudante de segundo ano e o namorado de Chisaki. Ele costumava ser obeso e ter notas ruins quando estava na seção do ensino fundamental, mas mudou a si mesmo para ganhar o coração de Chisaki, por quem ele sempre foi apaixonado.

#### Outros estudantes
Sayaka Taniyama (谷山 沙也加, Taniyama Sayaka)
Voz de: Ikumi Hasegawa (anime) (Japonês), Izzi Raine (Português)
Uma garota bonita, mas estoica, que competiu com Yuki pela posição de residente do Conselho Estudantil na escola de ensino médio e atualmente é membro do comitê de moral pública. Ela já admirou Masachika e Yuki por seu trabalho em equipe e honestidade mútua, mas ficou arrasada quando descobriu que Masachika decidiu fazer parceria com Alya para as próximas eleições do conselho estudantil contra Yuki. No entanto, ela relutantemente decide se tornar subordinada deles junto com sua melhor amiga Nonoa Miyamae.
Nonoa Miyamae (宮前 乃々亜, Miyamae Nonoa)
Voz de: Yoshino Aoyama (anime) (Japonês), Sarah Wiedenheft (Português)
Ela é estudante de primeiro ano do ensino médio e a melhor amiga de Sayaka. Ela tem cabelo loiro com uma perma solta.
Ela não conseguia sentir as emoções de outras pessoas, mas apenas reconhecê-las. Portanto, ela só age como o que os outros gostariam de ver para seu benefício. Além disso, ela podia analisar as coisas ao seu redor racionalmente.
Ela plantou vários shills durante o Congresso Estudantil para colocar Alisa em desvantagem, mas eventualmente decidiu parar e se juntar a Alisa e Masachika, ao lado de Sayaka.
Takeshi Maruyama (丸山 毅, Maruyama Takeshi)
Voz de: Kōdai Sakai (anime) (Japonês), Corey Wilder (Português)
Um dos melhores amigos de Masachika que tem uma queda por Alya.
Hikaru Kiyomiya (清宮 光瑠, Kiyomiya Hikaru)
Voz de: Taichi Ichikawa (anime) (Japonês), Joshua Waters (Português)
Um dos melhores amigos de Masachika.

## Mídias

### Web novel
Antes da publicação da light novel, duas histórias curtas foram publicadas no Shōsetsuka ni Narō de 6 de maio a 27 de maio de 2020. No entanto, as histórias e os personagens na versão web são completamente diferentes da light novel publicada.
Em uma entrevista com a revista japonesa Da Vinci em 2021, SunSunSun revelou que, inicialmente, queria que a série se passasse em um cenário isekai, onde a heroína seria transportada para outro mundo onde ninguém entendia a língua japonesa, exceto o protagonista que também teria sido reencarnado. No entanto, ele descartou a ideia por achar que seria problemático explicar o novo ambiente, optando, assim, por um cenário no mundo real. Sobre a ascendência meio russa de Alya, o autor afirmou que se inspirou na beleza das mulheres russas.

### Light novel
A série de light novel é escrita por SunSunSun e ilustrada por Momoco. Em junho de 2020, SunSunSun recebeu um convite da Kadokawa Sneaker Bunko para que a editora publicasse a obra. Em 22 de dezembro de 2020, foi anunciado que as histórias curtas publicadas no Shōsetsuka ni Narō seriam lançadas pela Kadokawa Shoten sob o selo Kadokawa Sneaker Bunko, após serem adaptados como uma série. O título da série foi baseado no título de uma das duas histórias originais. O primeiro volume foi publicado em 27 de fevereiro de 2021. Até julho de 2025, um total de dez volumes e dois volumes de histórias curtas foram lançados.
 
| N.º | Data de lançamento      | ISBN              |
| --- | ----------------------- | ----------------- |
| 1   | 27 de fevereiro de 2021 | 978-4-04-111118-5 |
| 2   | 30 de julho de 2021     | 978-4-04-111119-2 |
| 3   | 1 de dezembro de 2021   | 978-4-04-111955-6 |
| 4   | 1 de abril de 2022      | 978-4-04-111956-3 |
| 4.5 | 29 de julho de 2022     | 978-4-04-112780-3 |
| 5   | 1 de dezembro de 2022   | 978-4-04-112781-0 |
| 6   | 1 de abril de 2023      | 978-4-04-113544-0 |
| 7   | 1 de setembro de 2023   | 978-4-04-114062-8 |
| 8   | 1 de fevereiro de 2024  | 978-4-04-114592-0 |
| 9   | 30 de agosto de 2024    | 978-4-04-114831-0 |
| BTS | 29 de novembro de 2024  | 978-4-04-115742-8 |
| 10  | 1 de julho de 2025      | 978-4-04-116155-5 |

### Mangá
Uma adaptação do mangá com ilustrações de Saho Tenamachi, começou a ser serializada no aplicativo e site da Magazine Pocket da Kodansha em 29 de outubro de 2022. O primeiro volume tankōbon foi lançado em 9 de março de 2023.
| N.º | Data de lançamento    | ISBN              |
| --- | --------------------- | ----------------- |
| 1   | 9 de março de 2023    | 978-4-06-531091-5 |
| 2   | 8 de junho de 2023    | 978-4-06-531880-5 |
| 3   | 9 de novembro de 2023 | 978-4-06-533550-5 |
| 4   | 9 de abril de 2024    | 978-4-06-535169-7 |
| 5   | 7 de agosto de 2024   | 978-4-06-536510-6 |
| 6   | 8 de janeiro de 2025  | 978-4-06-538068-0 |
| 7   | 9 de junho de 2025    | 978-4-06-539753-4 |

### Anime
Uma adaptação para série de anime foi anunciada em março de 2023. O anime é produzido pelo estúdio Doga Kobo, com direção e roteiro de Ryota Itoh, design de personagens de Yūhei Murota, que também atua como diretor-chefe de animação, e composição musical por Hiroaki Tsutsumi. Ryō Kobayashi é o produtor da série. O lançamento original estava previsto para abril de 2024, mas foi adiado e, finalmente, foi exibido de 3 de julho a 18 de setembro de 2024 na Tokyo MX e em várias outras redes. A música tema de abertura é "Ichiban Kagayaku Hoshi" (1番輝く星, "A Estrela mais Brilhante"), enquanto cada episódio apresenta uma música tema de encerramento diferente, todas covers de músicas japonesa já existentes, interpretadas por Sumire Uesaka como sua personagem Alya. A Crunchyroll transmitiu a série em streaming. Medialink licenciou o anime para o Sudeste Asiático, Ásia do Sul e Oceania (exceto Austrália e Nova Zelândia).
Após o final da primeira temporada, uma segunda temporada foi anunciada.

#### Episódios
| Não original | Não, na temporada | Título | Dirigido por                                    | Escrito por  | Storyboard feito por                | Tema musical de encerramento                                   | Data de lançamento original |
| --- | ----------------- | --- | ----------------------------------------------- | ------------ | ----------------------------------- | -------------------------------------------------------------- | --------------------------- |
| 1 | 1                 | "Alya esconde seus sentimentos em russo" Transliteração: " Roshiago de Dereru Ārya-san " ( japonês :ロシア語でデレるアーリャさん) | Ryota Itoh                                      | Ryota Itoh   | Ryota Itoh                          | " Gakuen Tengoku " (学園天国)                                  | 3 de Julho de 2024          |
| A adolescente meio russa Alisa (Alya) Kujou é popular na escola por sua beleza e personalidade distante. Quando está perto de seu colega de classe, Masachika Kuze, ela critica sua personalidade preguiçosa. Ocasionalmente, ela alega insultá-lo em russo, sem saber que Masachika aprendeu russo básico para poder falar com uma garota russa que conheceu quando criança. Masachika sabe muito bem que Alya está flertando com ele em russo, supondo que ele não consiga entendê-la. Masachika secretamente tem uma queda por Alya desde que ela começou a frequentar a mesma escola que ele, mas acredita que ele não é digno dela e decide deixar seus sentimentos de lado. No entanto, Alya parece ter se apaixonado por ele e constantemente flerta com ele em russo, o que muitas vezes o deixa nervoso e perplexo, mas ele se força a simplesmente seguir em frente e fingir que não a entende. Alya está no Conselho Estudantil com sua irmã mais velha Maria e sua rival Yuki Suou. Alya tem ciúmes de Yuki, que conhece Masachika desde a infância e continua tentando elegê-lo para o conselho. Uma manhã, enquanto estava sozinha na aula, Alya tem que trocar suas meias molhadas e desafia Masachika a ajudá-la a calçar as secas. Aceitando seu desafio, ele o faz, mas acidentalmente coloca a mão na saia dela, então ela o chuta no rosto, deixando Masachika com um novo fetiche por pernas. Ela eventualmente o perdoa, apenas para descobrir que ele também viu sua calcinha quando ela o chutou, então ela o soca e foge, mas Masachika a persegue até que ela fique sem fôlego. Percebendo que está envergonhada por ele olhar para sua calcinha, Masachika pede desculpas por esse acidente, e ela aceita, admitindo que foi culpa dela também e que ela precisava de um momento para se acalmar. Ela volta a flertar com ele em russo, para seu aborrecimento.                                                                           |                   | |                                                 |              |                                     |                                                                |                             |
| 2 | 2                 | Transliteração de "Tanto para amigos de infância" : "Osananajimi to wa? " ( Japonês :幼馴染とは？ )                               | Koki Uchinomiya (em japonês)                    | Ryota Itoh   | Ryota Itoh                          | " Kawaikute Gomen " (可愛 く て ご め ん)                      | 10 de julho de 2024         |
| Yuki apresenta Masachika ao presidente do conselho Touya Kenzaki como parte de seu plano para colocar Masachika no conselho. Masachika descobre que Alya planeja ser presidente do conselho no ano que vem. Em sua casa, é revelado que Yuki é na verdade a irmã mais nova de Masachika com um sobrenome diferente. Ela não tem planos de revelar isso a Alya ou a qualquer outra pessoa, já que gosta de provocar as pessoas. Enquanto fazem compras juntos, Yuki e Masachika percebem que Alya está espionando-os. Yuki convida Alya para almoçar com eles no restaurante de ramen mais picante da cidade, que os dois irmãos gostam, e Alya teimosamente aceita, apesar do ramen fazê-la querer desmaiar, enquanto Yuki a provoca sugestivamente sobre sua proximidade com Masachika em seu quarto. Em russo, Alya expressa o desejo de que Masachika a apoiasse como sua vice-presidente. Yuki sai para fazer uma tarefa, então Alya leva Masachika para fazer compras de roupas, onde ela corajosamente experimenta roupas para sua aprovação. Ela acaba gostando tanto dos elogios que experimenta roupas cada vez mais ousadas, esperando por mais elogios, apenas para se envergonhar em uma saia curta quando Yuki inesperadamente retorna. Seu choque dura por toda a viagem de trem para casa, apenas para sair dele quando ela percebe que Masachika e Yuki desceram na mesma estação, o que implica que eles moram perto um do outro. |                   | |                                                 |              |                                     |                                                                |                             |
| 3 | 3                 | Transliteração de "And So They Met ": " Soshite Futari wa Deatta " ( japonês :そして二人は出会った)                               | Daisuke Nishimura                               | Ryota Itoh   | Daisuke Nishimura                   | " Omoide ga Ippai [ ja ] " (想い出がいっぱい)                  | 17 de julho de 2024         |
| Alya retorna para casa onde Maria a provoca sobre Masachika. A infância de Alya na Rússia é mostrada onde seu esforço na escola causou conflito com seus colegas de classe que faziam o mínimo para sobreviver. Mudando-se para o Japão, ela conheceu Masachika pela primeira vez, mas imediatamente não gostou de sua preguiça até o anúncio de um festival escolar. Alya ficou surpresa quando Masachika participou totalmente da preparação para o festival e até convenceu outros alunos preguiçosos a ajudar. Com o esforço de Masachika, a escola aprovou que os alunos ficassem na escola a noite toda para preparar o festival, incluindo uma fogueira e dança. Com os preparativos terminados, Alya admite que odeia o apelido de "Princesa" que todos a chamam devido à implicação de que ela nasceu privilegiada. Ela agradece a Masachika por seu trabalho duro e permite que ele use seu apelido pessoal "Alya" em vez de seu nome completo Alisa. Maria tem certeza de que Alya e Masachika logo serão amantes. No dia seguinte, Maria combina ir às compras com Masachika a negócios do conselho e não pode deixar de sentir que o conhece de outro lugar. Enquanto fazia compras, Masachika inesperadamente se lembra do divórcio de seus pais, então Maria o abraça. Masachika não consegue evitar sentir que seu abraço é de alguma forma familiar, mas ele termina abruptamente quando ela acidentalmente derrama chá quente nele. |                   | |                                                 |              |                                     |                                                                |                             |
| 4 | 4                 | Transliteração de "Uma Efusão de Emoção" : " Afure Dasu Omoi " ( japonês :溢れ出す想い)                                           | Hiroshi Haraguchi                               | Ryota Itoh   | Hiroshi Haraguchi                   | " Hare Hare Yukai " (ハレ晴レユカイ)                           | 24 de julho de 2024         |
| Masachika diz a Touya que ele não é digno de se juntar ao conselho, já que ele se juntou ao conselho no ensino médio por um motivo egoísta. Touya afirma que não importa, já que ele próprio só se tornou presidente do conselho para impressionar Chisaki. Masachika decide considerar se juntar, mas apenas para ajudar Alya a se tornar presidente. Alya é enviada para mediar uma disputa entre os clubes de futebol e beisebol, o que não vai bem devido à sua inexperiência e ela começa a duvidar que ela poderia ser uma boa presidente, até mesmo se arrepende da maneira como ela tratou todos com sua necessidade de se tornar perfeita. Masachika, tendo ouvido ela chorando em russo, intervém e engana os gerentes do clube que por acaso estão namorando para resolver a disputa eles mesmos. Alya fica impressionada. Apesar de saber que Touya o manipulou, Masachika concorda em se juntar ao conselho e ajudar Alya a se tornar presidente. Apaixonando-se ainda mais, Alya diz a ele que gosta dele sem usar russo. Algo sobre sua confissão o lembra da garota russa de sua infância, estragando o momento, então ela o esbofeteia por pensar em outra mulher. Ela imediatamente o perdoa e até beija a bochecha que ela deu um tapa, mas quando ela sai sem dizer nada em russo, Masachika fica inseguro sobre o que qualquer uma das conversas deles realmente significava. Alya também não tem certeza do porquê ela disse a ele que gosta dele. Maria afirma que é porque ela está apaixonada por Masachika, o que ela nega teimosamente. Maria a aconselha abertamente a confessar a ele antes que outra garota chegue até ele primeiro, sugerindo um possível triângulo amoroso, mas Alya permanece alheia ao que ela quer dizer. |                   | |                                                 |              |                                     |                                                                |                             |
| 5 | 5                 | "Pessoas diferentes, tendência comum" Transliteração: " Sorezore no Ketsui " ( japonês :それぞれの決意)                           | Sung Min Kim                                    | Misuzu Chiba | Sung Min Kim                        | " Chiisana Koi no Uta " (小さな恋のうた)                       | 31 de julho de 2024         |
| Masachika luta com a ideia de que Alya pode realmente gostar dele, mas conclui que deve ter sido uma conspiração para colocá-lo no conselho, deixando de lado seus próprios sentimentos por ela. Voltando para casa, ele encontra Yuki nua, mas em vez de se meter em problemas, Yuki explica que planejou tudo como um pedido de desculpas bizarro por forçá-lo a entrar no conselho. Yuki fica desapontada com os planos de Masachika de ajudar Alya a se tornar presidente e, acreditando que ele fez isso porque Alya tem seios grandes, declara que eles são rivais tanto pelo amor de Masachika quanto pela presidência. Secretamente, ela está feliz que Masachika tenha sua motivação de volta. Alya percebe mudanças no comportamento de Masachika e se pergunta se é porque ele leva a sério seu apoio a. Desde sua semi-confissão, Masachika começou a notar mais os momentos de "sensualidade sutil" de Alya, fazendo-o ter uma queda por ela ainda mais. Isso piora quando ela começa a mostrar preocupação aberta por ele, até que ela descobre que seu comportamento estranho foi causado principalmente por pular o café da manhã naquela manhã. Alya volta a tratá-lo friamente, o que Masachika aprova. Eles comparecem à primeira reunião do conselho, onde Maria percebe que Masachika e Alya parecem estar mais próximos do que antes. Masachika é nomeado Oficial de Assuntos Gerais do conselho, mas admite abertamente que seu foco principal será fazer de Alya a próxima presidente. |                   | |                                                 |              |                                     |                                                                |                             |
| 6 | 6                 | Transliteração de "Um Beijo da Variedade Indireta" : " Iwayuru Hitotsu no Kansetsu Kisu " ( japonês :いわゆるひとつの間接キス)    | Mitsuhiro Osako                                 | Yuka Yamada  | Hiroaki Yoshikawa                   | " Himitsu no Kotoba " (秘密の言葉)                             | 7 de agosto de 2024         |
| Yuki e Alya são colocadas juntas para o trabalho do conselho, onde Yuki diz a Alya que ama Masachika e pressiona Alya a abraçar seu próprio amor por ele. Alya não consegue aceitar seus sentimentos, mas ainda declara que não deixará Yuki roubar Masachika dela, para a diversão de Yuki. Elas retornam ao conselho, onde Alya se senta muito mais perto de Masachika, o que o envergonha. Maria brinca sobre casamento e Masachika percebe que, embora Alya negue em russo, é apenas porque ela acha que é muito jovem, o que o magoa um pouco. Masachika percebe a tensão entre Alya e Yuki e acredita que elas estão brigando por ele. Enquanto está em um café trabalhando em sua campanha para ser presidente, Masachika tranquiliza Alya que Yuki gosta de provocar as pessoas. Ele também a avisa sobre as Reuniões Gerais, onde os membros do conselho devem resolver problemas sérios por meio de debates. Yuki já é popular, mas se Alya a vencer em uma Reunião Geral, isso aumentará suas chances de ganhar. Alya não consegue se concentrar e, em vez disso, o pressiona para um beijo indireto, insistindo que ele experimente seu sorvete usando sua colher. Isso os envergonha na frente de todo o café, mas, no entanto, Masachika consegue aconselhá-la a, de alguma forma, obter a simpatia dos eleitores, como o presidente Touya que, durante sua própria campanha, perdeu peso e melhorou suas notas. Masachika resolve o problema da colher pedindo comida para si mesmo com utensílios separados. Alya teimosamente tenta, apesar de sua refeição conter pimentas, e ele a avisar de antemão, e passa o resto da noite com dor. No dia seguinte, Yuki apresenta sua potencial vice-presidente, Ayano Kimishima, o que preocupa Masachika e diverte Yuki. |                   | |                                                 |              |                                     |                                                                |                             |
| 7 | 7                 | "Uma tempestade chega" Transliteração: " Arashi, Kitaru " ( japonês :嵐、来たる)                                                  | Takafumi Fujii                                  | Misuzu Chiba | Hiroaki Yoshikawa                   | " História de amor wa Totsuzen ni " (ラブ・ストーリーは突然に) | 14 de agosto de 2024        |
| Ayano trabalha para a família Suou e informa Masachika que ajudar Alya a competir contra Yuki irritou Masachika e o avô de Yuki, que exilou Masachika e seu pai anos atrás. Não se importando com a opinião de seu avô, Masachika repete seu apoio a Alya. Mais tarde, Masachika acidentalmente irrita Alya, que acredita que ele prefere sua beleza à sua personalidade. Yuki fica feliz que Masachika ainda a ama como uma irmã. Ayano sugere que ela também é atraída por Masachika, mas puramente por razões sexuais, pois ela despreza sua personalidade preguiçosa. Yuki está ansiosa para enfrentar Masachika na competição, pois ele é secretamente o maior prodígio da família Suou. Durante uma festa do conselho, Masachika rapidamente percebe o novo interesse de Ayano nele. Maria está feliz que Alya tenha alguém em quem possa confiar, já que, como sua irmã, seu próprio apoio a Alya tem que ser mais sutil. Masachika revela a ela que sua personalidade preguiçosa é apenas um ato para esconder do que ele é capaz. Sayaka do Comitê de Moral Pública, outra candidata presidencial, acusa Alya de conspirar para roubar Masachika de Yuki para a competição, provavelmente por chantagem ou outros meios imorais. Quando Masachika nega isso, Sayaka desafia ambos para uma Reunião Geral para forçá-los a sair da competição. |                   | |                                                 |              |                                     |                                                                |                             |
| 8 | 8                 | Transliteração do "Congresso Estudantil" : " Gakusei Gikai " ( japonês :学生議会)                                                 | Daisuke Nishimura e Shohei Fujita               | Misuzu Chiba | Ryota Itoh                          | " Cereja "                                                     | 21 de agosto de 2024        |
| Masachika admite que Sayaka provavelmente o odeia por apoiar Yuki contra ela para presidente no ensino médio. Eles descobrem que a companheira de equipe de Sayaka, Nonoa, tem conexões úteis. Sayaka começa alegando que os presidentes normalmente selecionam amigos para se juntarem ao conselho; portanto, as triagens de professores garantiriam que apenas alunos apropriados se juntassem. Alya rebate alegando que isso daria aos professores poder inapropriado sobre o conselho, o que impressiona o público. No entanto, em apoio à sua melhor amiga, Nonoa usa amigos entre o público para sussurrar contra Alya por ser estrangeira, deixando-a chateada. Masachika assume e aponta que os alunos votaram no presidente Touya, que devido às suas notas baixas no passado nunca teria passado por uma triagem de professores. Incapaz de responder, Sayaka foge em lágrimas. Alya segue e Sayaka admite que aceitou perder para Yuki no ensino médio porque Yuki e Masachika eram um time perfeito, mas ver Masachika com Alya torna sua perda insuportável e se recusa a aceitar Alya como sua parceira. Alya admite que não sabe por que Masachika a apoia, mas espera ser digna disso e que Sayaka a veja sob uma luz melhor. Yuki está desapontada por Masachika ter deixado o debate durar tanto tempo quando ele poderia ter vencido a qualquer momento, mas ainda está impressionada por saber que seu irmão é habilidoso. Masachika admite a Alya que fez parceria com Yuki devido à culpa, mas apoia Alya porque ele quer, e realmente gosta de passar tempo com ela. Alya está feliz por ter seu apoio e revela em russo que escolheu Masachika por quem ele é e quão legal ele é com ela. No entanto, ela ainda está brava com o comentário anterior de Masachika sobre o tamanho de seus seios, o que o envergonha. |                   | |                                                 |              |                                     |                                                                |                             |
| 9 | 9                 | "Commy Rom com possibilidade de hipnose" Transliteração: " Rabukome nochi Saiminjutsu " ( japonês :ラブコメのち催眠術)            | Yukiko Tsukahara, Aya Ikeda e Shinichi Fukumoto | Misuzu Chiba | Moe Suzuki e Ryota Itoh             | " O mundo é meu " (ワ ー ル ド イ ズマ イ ン)                  | 28 de agosto de 2024        |
| O avô de Yuki a avisa que ela deve se tornar presidente, pois ele não tolerará que ela perca para Masachika desde que ele deixou a família. Alya se sente culpada por Sayaka ter sido humilhada e as pessoas falarem mal dela, então Masachika concorda em ajudá-la a limpar seu nome. Alya fica tocada, mas Masachika entra em pânico quando parece que uma atmosfera romântica está se desenvolvendo e rapidamente aponta Touya e Chisaki escondidos nas proximidades, seu próprio momento romântico tendo sido interrompido por Alya e Masachika. Masachika pede a Nonoa para espalhar um boato justificando Sayaka correndo para fora do palco sem parecer que ela fugiu. Despreocupada com sua própria reputação, Nonoa espalha a história que Sayaka deixou porque estava brava com ela por plantar suas amigas na plateia para distrair Alya. Enquanto estuda com Masachika, Alya fica irritada por eles serem perturbados por Yuki, Ayano e Maria, mas não consegue fazer nada a respeito. Maria encontra um livro sobre hipnose. Alya fica cética e insiste que Masachika tente hipnotizá-la para provar que é um absurdo. Sem surpresa, Alya e Maria acabam hipnotizadas. Yuki aproveita e ordena que elas abandonem suas inibições. Ambas as garotas começam a tirar suas roupas e não podem ser impedidas nem mesmo de usar o livro. Felizmente, Chisaki aparece e as acorda, tendo lido mais do livro do que Masachika. Enquanto ambas as garotas entram em pânico ao acordar seminuas, Chisaki tenta punir Masachika por olhar para seu estado seminu. |                   | |                                                 |              |                                     |                                                                |                             |
| 10 | 10                | "Festa de aniversário, muito tardia" Transliteração: " Okurebasenagara, Tanjōkai " ( japonês :遅ればせながら、誕生会)             | Sung Min Kim                                    | Yuka Yamada  | Sung Min Kim                        | " Koi no Uta " (こいのうた)                                    | 4 de setembro de 2024       |
| Como os exames estão quase terminando, Alya aposta com Masachika que se ele ficar entre os 30 melhores ela fará qualquer coisa que ele pedir. Masachika menciona que era seu aniversário 3 meses antes e Alya fica desapontada por ele não tê-la convidado. Depois que os exames terminam, Masachika explica que aniversários não são comemorados em sua família. Como ela parece chateada com isso, ele impulsivamente se oferece para dar uma festa só para os dois. Durante a festa, eles discutem a cerimônia de encerramento onde os candidatos presidenciais fazem discursos, e a reação do público geralmente é um bom indicador do provável vencedor. Yuki já é incrivelmente popular, então Masachika aconselha Alya a mirar alto o suficiente para ser considerada uma oponente viável. Masachika percebe que ela não apenas o elogia sem usar russo, como também aceita um beijo indireto com um garfo sem nenhuma reação. Ela também o presenteia com uma xícara de chá e sutilmente sugere que guardou uma xícara combinando para si mesma. Touya anuncia que espera que a escola atualize os uniformes. Maria se vinga de Masachika pelo incidente da hipnose. O outro avô de Masachika o acompanha à conferência de pais e professores e encontra Alya e sua mãe, e imediatamente gosta de Alya, deixando Masachika humilhado. Masachika fica profundamente chateado ao também encontrar Yuki com sua mãe Yumi. Antes que ele pudesse dizer qualquer coisa, seu outro avô consegue aliviar a tensão iniciando uma conversa com sua mãe. |                   | |                                                 |              |                                     |                                                                |                             |
| 11 | 11                | Transliteração de "An Unexpected Curtain-Raiser" : " Yoki Senu Zenshō-sen " ( japonês :予期せぬ前哨戦)                            | Mitsuhiro Osako                                 | Misuzu Chiba | Hiroaki Yoshikawa e Mitsuhiro Osako | " Kimagure Romântico " (気ま ぐれ ロ マ ン ティ ッ ク)         | 11 de setembro de 2024      |
| Masachika tem um pesadelo de não conseguir impressionar sua mãe. Ele também descobre que o estresse lhe deu um resfriado. Ele fica exasperado quando Yuki manda Alya para seu apartamento para cuidar dele, mas ainda gosta que ela cuide dele. Masachika adormece até tarde e acorda com Alya competindo com Ayano para cuidar dele durante a noite. No final, Alya tem que ir embora, pois tem um evento na manhã seguinte. Masachika não acorda até a tarde seguinte e percebe que Yuki deliberadamente deu a Alya um remédio para resfriado que causa sonolência, enquanto também envia Ayano disfarçada de empregada para garantir que o remédio funcione nele. Percebendo que Yuki planejou mantê-lo fora da escola por mais tempo, ele corre para a escola e descobre que durante sua ausência, Yuki pressionou Alya a fazer uma transmissão de rádio, mas logo antes da transmissão, ela contou a Alya sobre seu irmão mais velho gênio e insinua que ele morreu. Incomodada com isso, Alya teve um desempenho terrível durante a transmissão e ficou arrasada. Masachika a anima e aponta que o objetivo de Yuki era entrar na cabeça de Alya e deprimi-la antes dos discursos da cerimônia de encerramento. Enquanto Masachika começa a tramar contra o próprio Yuki, Alya o percebe sorrindo como um gênio do mal sobre o truque dissimulado de sua irmã e acha que isso o faz parecer atraente, mas não junta dois e dois que ele é irmão de Yuki. Sayaka e Nonoa interrompem para se desculpar adequadamente pela Reunião Geral e anunciam que Sayaka está desistindo do concurso para se tornar presidente. Masachika pede que ela não anuncie publicamente ainda, pois ele acabou de pensar em uma maneira de Alya derrotar Yuki durante a cerimônia de encerramento com a ajuda de Sayaka. |                   | |                                                 |              |                                     |                                                                |                             |
| 12 | 12                | Transliteração de "Queixo para cima e rosto para frente" : " Mae o Muite " ( japonês :前を向いて)                                 | Ryota Itoh                                      | Ryota Itoh   | Ryota Itoh                          | "Hanamoyoi" (ハ ナ モ ヨ イ)                                   | 18 de setembro de 2024      |
| Masachika conta a Alya um truque para envolver o público. Em seu discurso, Yuki compartilha seu plano de ressuscitar a caixa de sugestões dos alunos e faz referência à sua experiência passada como presidente no ensino médio. Masachika admite que foi um bom discurso, apesar de conter apenas promessas vazias. Ayano faz um discurso sobre se tornar vice-presidente de Yuki, no qual ela elogia Yuki descaradamente. Alya confunde o público ao começar seu discurso em russo e, em seguida, os diverte alegando que fez isso acidentalmente devido ao nervosismo. Isso tem o efeito que Masachika queria de acalmar o público após o discurso de Yuki, refocando-os enquanto Alya os impressiona genuinamente no palco. Alya admite sua falta de experiência, mas promete trabalhar mais do que todos para ganhar essa experiência. Em seu discurso, Masachika deliberadamente faz papel de bobo para fazer o público rir, mas também explica que escolheu Alya por seu carisma e natureza séria. Ele também revela que se Alya se tornar presidente, suas ex-oponentes Sayaka e Nonoa se juntarão ao conselho como suas subordinadas, deixando todos, incluindo Yuki e Ayano, surpresos. Embora frustrada, Yuki admite a derrota com um sorriso no rosto, mas promete derrotar Alya e Masachika no ano seguinte. Mais tarde naquele dia, Masachika ressalta que não conseguiu entrar nos 30 melhores resultados do exame, e Alya não tem ideia do que pedir como desistência, pois nunca pensou que ele perderia. Lembrando-se de algo que disse antes em russo, Masachika sugere que eles comecem a se chamar pelo primeiro nome. Alya concorda, mas ambos ficam nervosos à medida que seus sentimentos um pelo outro se fortalecem. Ao saírem da escola, Masachika timidamente sugere que ele e Alya passem o verão juntos, se preparando para a eleição estudantil real no ano seguinte, pois Yuki e Ayano farão o mesmo, o que Alya aceita alegremente. |                   | |                                                 |              |                                     |                                                                |                             |

### Audiolivros
Uma adaptação de um audiolivro baseado na série de light novels foi inicialmente produzida e publicada em japonês com Sumire Uesaka e Kōhei Amasaki dublando os personagens principais, Alisa Mikhailovna Kujou e Masachika Kuze, respectivamente.

### Jogo para dispositivos móveis
Em 17 de julho de 2024, foi anunciada a produção de um jogo eletrônico intitulado Tokidoki Bosotto Russia-go de Dereru Tonari no Alya-san Puzzle Party! (時々ボソッとロシア語でデレる隣のアーリャさん パズルパーティ!, Tokidoki Bosotto Roshiago de Dereru Tonari no Ārya-san Pazuru Pāti!) para dispositivos Android e iOS foi anunciado e a fase de pré-inscrição começou. Desenvolvido pela Poppin Games Japan, o jogo de quebra-cabeça foi lançado em 19 de setembro de 2024.

### Outro
Um modelo VTuber de Alya estreou em julho de 2021 para promover o lançamento do segundo volume da light novel.

## Recepção
Alya Sometimes Hides Her Feelings in Russian ficou em nono na edição de 2022 do guia anual de light novels de Takarajimasha Kono Light Novel ga Sugoi! na categoria bunkobon, e quinto lugar entre as outras novas séries daquele ano. Também ficou em quinto lugar na categoria bunkobon da edição de 2023, e em terceiro nas edições de 2024 e 2025. Na Next Light Novel Awards de 2021, a série ficou em primeiro lugar na categoria Librarian's Choice. Também ficou em segundo lugar na categoria Publicação Web e em nono lugar na categoria geral. Até abril de 2022, a série já havia alcançado 500.000 cópias em circulação. Em agosto de 2024, informou que a série se tornou a primeira a atingir cinco milhões de cópias na história das histórias de comédia romântica do selo Sneaker Bunko de Kadokawa Shoten.
De acordo com a Kadokawa Corporation , Alya Sometimes Hides Her Feelings in Russian foi a quinta franquia de maior sucesso da empresa no segundo trimestre do ano fiscal de 2024. A empresa afirmou que a franquia conseguiu acumular cerca de 1 bilhão de ienes em receita, proveniente do licenciamento de mangás e light novels, vendas de mangás e light novels, bem como receita de streaming para a série de anime.
A primeira temporada da série de anime ganhou o prêmio de Anime de Slice of Life do Ano e Melhor Personagem Secundário Feminino do Ano (Yuki Suou), além de receber oito outras nomeações, incluindo Anime do Ano, no 11º Anime Trending Awards.